# قوبي بابالي (مهاباد)
قرية قوبي بابالي (بالكردية: قۆپی باباڵی) هي إحدى القرى التابعة لـمكريان الشرقية في ريف قسم مركزي من مقاطعة مهاباد، في محافظة أذربیجان الغربیة الإيرانية.

## السكان
حسب إحصاءات سنة 2006، بلغ إجمالي السكان في قوبي بابالي 597 نسمة وعدد المساكن 118 مسكن. لغة سكان قوبي بابالي هي اللغة الكردية و هم من أهل السنة والجماعة والمذهب الشافعي.